# Epiplema thiocosma
Epiplema thiocosma är en fjärilsart som beskrevs av Turner 1911. Epiplema thiocosma ingår i släktet Epiplema och familjen Uraniidae. Inga underarter finns listade i Catalogue of Life.